# Poker en 2021
Cet article résume les événements liés au monde du poker en 2021.

## Tournois majeurs

### World Poker Tour Saison 19
| Étape                               | Vainqueur |
| ----------------------------------- | --------- |
| Nagaworld Asia Pacific Championship |           |